# Scheibenbeil

Scheibenbeil aus dem Muschelhaufen von Sölager, Dänemark

Ein Scheibenbeil (französisch tranchet) ist eine mesolithische und neolithische Gerätform Nordeuropas. Es handelt sich um ein ungeschliffenes Feuersteinbeil, das aus einem Abschlag gefertigt ist, im Gegensatz zum Kernbeil, das aus einem Kern besteht. Es wurde wohl meist dechselartig geschäftet.

## Verbreitung
Scheibenbeile finden sich unter anderem in der Fosna-, Komsa-, Maglemose-, Ertebølle-Ellerbeck-Kultur und der Trichterbecherkultur, ebenso in der spätmesolithischen Lietzow-Kultur an der Ostseeküste, aber auch im nordirischen Larnian und im französischen Chasséen. Auch in anderen Weltgegenden gibt es Beile aus Abschlägen, so sind z. B. die australischen Tula-adzes oder Tula-slugs technisch gesehen Scheibenbeile. Variantenbildung bei Scheibenbeilen der Ertebølle-Kultur sind in Ostseeland ermittelt worden, wo sich drei Varianten bildeten.
Hermann Schwabedissen definierte einen spätmesolithischen Scheibenbeilkreis, der unter anderem die Oldesloer Gruppe, die Duvensee-Gruppe und die südniedersächsische Boberger Gruppe enthält. Die westfälische Halterner Gruppe ist dagegen scheibenbeilfrei.

## Nutzung
Vermutlich wurden sowohl Kern- wie auch Scheibenbeile zur Holzbearbeitung eingesetzt, wie Gramsch anhand von Gebrauchsspuren nachweisen konnte.